# Mount Townsend
Mount Townsend is een berg in New South Wales, Australië.
De Mount Townsend is onderdeel van de Snowy Mountains, en ligt in Nationaal park Kosciuszko.
De eerste beklimming werd in 1840 gedaan door de Poolse ontdekkingsreiziger Paweł Edmund Strzelecki.
Mount Townsend staat op de Zeven tweede toppen, hoewel de Puncak Trikora (Wilhelminatop) ook op het Australisch continent ligt en veel hoger is. Puncak Trikora staat daarom ook op deze lijst.